# 江芈
江芈，芈姓，是楚文王之女，楚成王之妹，嫁到江国。
前626年，楚国太子商臣听到消息自己将被废掉，但是消息还没有弄准确，就问他的老师潘崇该怎样确认消息，潘崇建议宴请江芈而故意表示不尊敬，商臣照办了。江芈大怒，痛骂商臣为卑贱的役夫，并表示难怪楚成王要杀掉商臣另立王子职。商臣确认了消息后，与潘崇密谋，不久就起兵包围了楚成王，逼成王自杀。